# Alvis TC 21
La Alvis TC 21 è un'autovettura prodotta dalla casa automobilistica britannica Alvis dal 1953 al 1955.

## Descrizione
La TC 21 era una versione aggiornata della TA 21, disponibile come berlina a 4 porte e, nella sua successiva TC 21/100, anche come coupé drophead a 2 porte.
La TC 21 era disponibile come berlina a quattro porte ma, a differenza della TA 21, non fu disponibile alcuna versione drophead. Le scocche furono realizzati dalla Mulliners a Birmingham. 
Il motore 6 cilindri in linea da 2 993 cc è stato aggiornato per produrre 100 CV (75 kW) modificando la testata e montando due carburatori SU. La sospensione era la stessa della TA 21, indipendente nella parte anteriore usando molle elicoidali e a balestra nella parte posteriore. Sono stati mantenuti anche i freni a tamburo 279 mm che utilizzavano un sistema della Lockheed.